# アブレータ
アブレータ (Ablator) とは、炭素繊維やガラス繊維などにフェノール樹脂のような合成樹脂を含浸させて作られた繊維強化プラスチック製耐熱材のことである。

## 概要

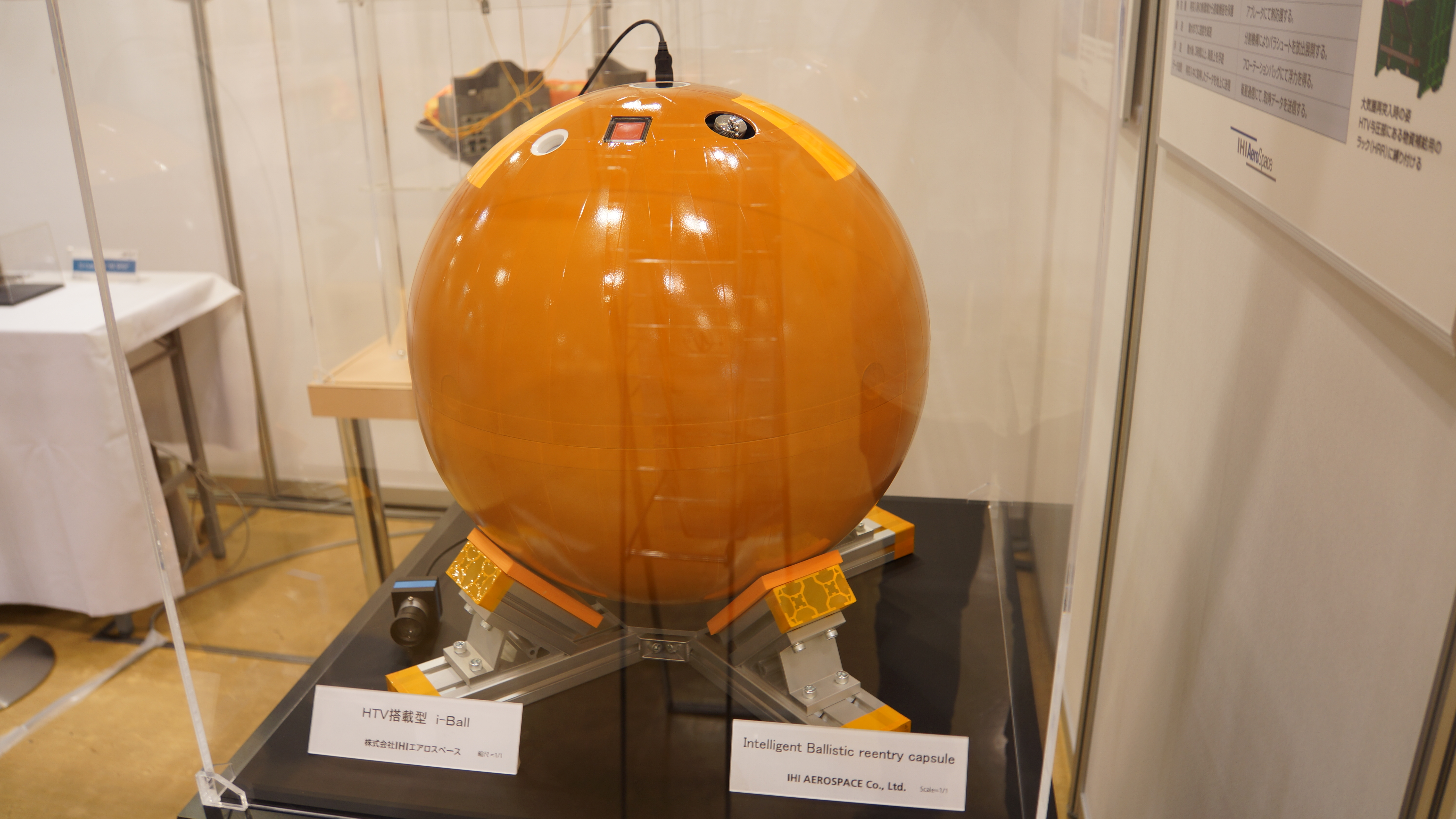
再突入データ収集装置i-Ball

- 空力加熱から機体を守るために使用され、焼けて溶けながら内部を守る役割をする[1]。
- 主な吸熱原理により、昇華、溶融、炭化の3種類に分類され、そのうち炭化アブレータが最も信頼性が高く、適用範囲も広い。

## 用途
- ロケットエンジンノズル
- 弾道ミサイルの弾頭
- 宇宙カプセル